# Scotopteryx coelinaria
Scotopteryx coelinaria är en fjärilsart som beskrevs av Graslin 1863. Scotopteryx coelinaria ingår i släktet backmätare, och familjen mätare. Inga underarter finns listade.